# Ред Бул Еър Рейс (2004)
Вторият сезон на Ред Бул Еър Рейс се провежда през 2004 година. Ред Бул Еър Рейс е състезание за самолети, което се провежда от 2003 година насам. То започва на 20 юни и приключва на 18 септември. Състои се от три кръга, които се провеждат в Англия, Унгария и САЩ. Кърби Чамблис от САЩ печели първото място, следван от унгареца Петер Бешеней. Третото място е поделено от британеца Стийв Джоунс и германеца Клаус Шрот.
Броят на участниците в сравнение с предишното издание се увеличава, като в надпреварата дебютират: американците Майк Манголд, Майкъл Гулиан и Дейвид Мартин; холандецът Франк Верстеег и французинът Никола Иваноф.

## Календар
| Ред Бул Аир Рейс, 2004 година | Ред Бул Аир Рейс, 2004 година | Ред Бул Аир Рейс, 2004 година | Ред Бул Аир Рейс, 2004 година |
| Кръг                          | Дата                          | Място                         | Страна                        |
| ----------------------------- | ----------------------------- | ----------------------------- | ----------------------------- |
| 1                             | 20 юни                        | Кембъл, база на Кралските ВВС | Обединено кралство            |
| 2                             | 20 август                     | Дунав, Будапеща               | Унгария                       |
| 3                             | 18 септември                  | Рино, щата Невада             | САЩ                           |

## Крайно класиране
| Ред Бул Еър Рейс, сезон 2004 | Ред Бул Еър Рейс, сезон 2004 | Ред Бул Еър Рейс, сезон 2004 | Ред Бул Еър Рейс, сезон 2004 | Ред Бул Еър Рейс, сезон 2004 | Ред Бул Еър Рейс, сезон 2004 | Ред Бул Еър Рейс, сезон 2004 |
| Място                        | Пилот                        | Отбор                        | GBR                          | HUN                          | USA                          | Общо точки                   |
| ---------------------------- | ---------------------------- | ---------------------------- | ---------------------------- | ---------------------------- | ---------------------------- | ---------------------------- |
| 1                            | Кърби Чамблис                | Ред Бул (Red Bull)           | 1                            | 1                            | 2                            | 17                           |
| 2                            | Петер Бешеней                | Ред Бул (Red Bull)           | 3                            | 3                            | 3                            | 12                           |
| 3                            | Стийв Джоунс                 | Джоунс (Jones)               | 2                            | 4                            | 7                            | 8                            |
| 3=                           | Клаус Шрот                   | бетендуин (betandwin)        | 4                            | 2                            | НС                           | 8                            |
| 5                            | Майк Манголд                 | Манголд (Mangold)            | НС                           | НС                           | 1                            | 6                            |
| 6                            | Франк Верстеег               | Верстеег (Versteegh)         | 5                            | 6                            | НС                           | 3                            |
| 6=                           | Майкъл Гулиан                | Гулиан (Goulian)             | НС                           | НС                           | 4                            | 3                            |
| 8                            | Пол Боном                    | Боном (Bonhomme)             | 6                            | 7                            | 6                            | 2                            |
| 8=                           | Никола Иваноф                | Хамилтън (Hamilton)          | НС                           | 5                            | НС                           | 2                            |
| 8=                           | Дейвид Мартин                | Мартин (Martin)              | НС                           | НС                           | 5                            | 2                            |
| 11                           | Алехандро Маклийн            | Маклийн (Maclean)            | НС                           | 8                            | НС                           | 0                            |

Легенда:
- НС – Не стартира

## Самолети
| Екстра 230    | Екстра Еъркрафт | Никола Иваноф                                   |
| Екстра 300Л   | Екстра Еъркрафт | Франк Верстеег                                  |
| Екстра 300С   | Екстра Еъркрафт | Петер Бешеней Пол Боном Стийв Джоунс Клаус Шрот |
| Сухой Су-26   | Сухой           | Алехандро Маклийн                               |
| Зивко Едж 540 | Зивко Еронотикс | Кърби Чамблис Майк Манголд                      |